# Premenugo
Premenugo is een plaats (frazione) in de Italiaanse gemeente Settala.